# برج و باروی شهر قزوین
برج و باروی شهر قزوین مربوط به دوره ساسانیان - دوران‌های تاریخی پس از اسلام است و در واقع شده و این اثر در تاریخ ۲۸ فروردین ۱۳۵۷ با شمارهٔ ثبت ۱۶۲۳ به‌عنوان یکی از آثار ملی ایران به ثبت رسیده است.